# Schronisko w Dolinie za Bramką
Schronisko w Dolinie za Bramką (Jaskinia za Bramką) – jaskinia, a właściwie schronisko, w Dolinie za Bramką w Tatrach Zachodnich. Wejście do niej położone jest w żlebie, we wschodnim zboczu doliny, na wysokości 1180 metrów n.p.m. Długość jaskini wynosi 9 metrów, a jej deniwelacja 5,5 metrów.

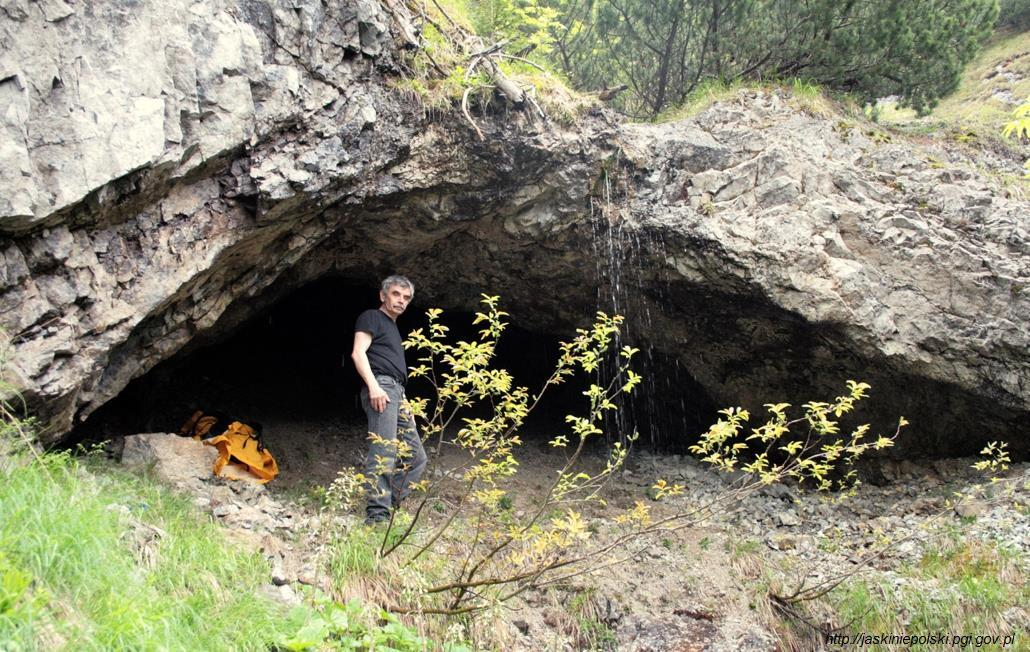
Otwór jaskini

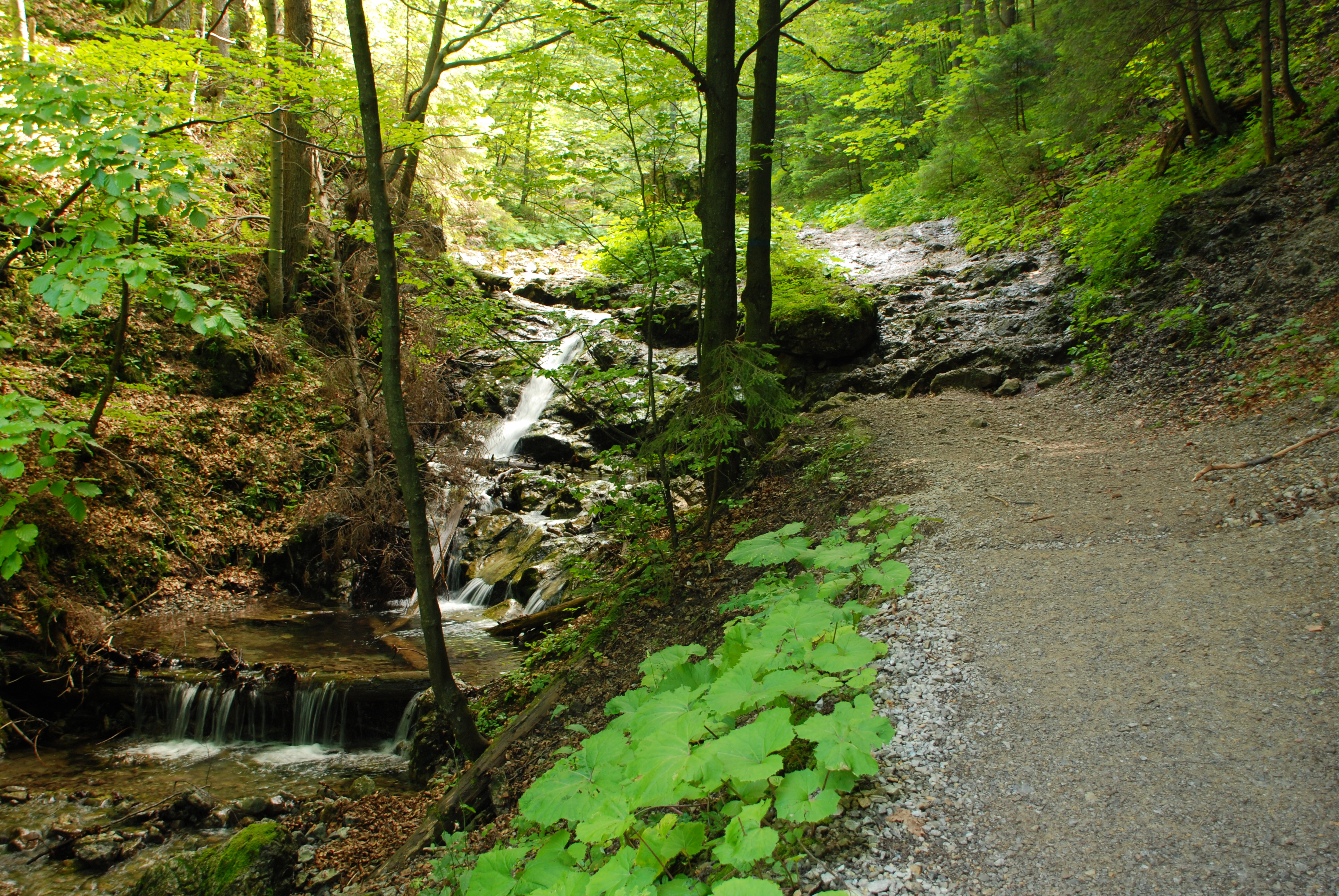
Dolina Za Bramką

## Opis jaskini
Jaskinię stanowi idący stromo do góry korytarz zaczynający się w bardzo dużym, półokrągłym otworze wejściowym  i po 9 metrach kończący się ślepo.

## Przyroda
W jaskini brak jest nacieków. Ściany są wilgotne, rosną na nich mchy i porosty.

## Historia odkryć
Brak jest danych o odkrywcach jaskini. Pierwsi zbadali ją M. Francuz, P. Latek, K. Lipka i S. Stefański w 1993 roku.